# Гавриловка (Изюмский район)
Гаври́ловка (укр. Гаврилівка), село,
Барвенковская городская община
Изюмский район,
Харьковская область, Украина.
Код КОАТУУ — 6320481501. Население по переписи 2020 г. составляет 522 человек.
Ранее, село входило в состав ныне упразднённого Барвенковского района.

## Географическое положение
Село Гавриловка примыкает к селу Ковалевка, есть железнодорожная станция Гавриловка.
Через село протекает безымянный ручей на котором сделаны запруды.
Автомобильная дорога Т-2113.

## История
- 1869 год — открытие движения по железной дороге. Начали действовать станции Гавриловка, Языково, Барвенково, Гусаровка.

## Экономика
- В селе есть молочно-товарная ферма.
- В окрестностях села несколько глиняных карьеров.

## Культура
- Школа.
- Клуб.

## Достопримечательности
- Братская могила.

## Известные люди
- 1840 г. в с. Гавриловка родилась известная художница и педагог Мария Дмитриевна Раевская-Иванова.
- 1825 г. в селе Бугайовка (ныне часть села Гавриловка) родился доктор медицины, поэт Владимир Степанович Александров.
- 1915 г. в с. Гавриловка родился майор государственной безопасности  Бут Павел Павлович